# لوکا پرکاسی
لوکا پرکاسی (ایتالیایی: Amministratore Delegato؛ زادهٔ ۲۵ اوت ۱۹۸۰) بازیکن فوتبال اهل ایتالیا است.
از باشگاه‌هایی که در آن بازی کرده‌است می‌توان به باشگاه فوتبال اسپتزیا و باشگاه فوتبال آتالانتا اشاره کرد.